# Діксонвілл (Флорида)
Діксонвілл (англ. Dixonville) — переписна місцевість (CDP) в США, в окрузі Санта-Роза штату Флорида. Населення — 195 осіб (2020).

## Географія
Діксонвілл розташований за координатами 30°59′24″ пн. ш. 87°2′33″ зх. д. / 30.99000° пн. ш. 87.04250° зх. д. (30.990120, -87.042404).  За даними Бюро перепису населення США в 2010 році переписна місцевість мала площу 12,93 км², з яких 12,87 км² — суходіл та 0,06 км² — водойми.

## Демографія
Згідно з переписом 2010 року, у переписній місцевості мешкала 181 особа в 77 домогосподарствах у складі 56 родин. Густота населення становила 14 осіб/км².  Було 86 помешкань (7/км²).
Расовий склад населення:
| - 99,4 % — білих |

До двох чи більше рас належало 0,6 %. Частка іспаномовних становила 0,6 % від усіх жителів.
За віковим діапазоном населення розподілялося таким чином: 19,9 % — особи молодші 18 років, 60,8 % — особи у віці 18—64 років, 19,3 % — особи у віці 65 років та старші. Медіана віку мешканця становила 45,8 року. На 100 осіб жіночої статі у переписній місцевості припадало 98,9 чоловіків;  на 100 жінок у віці від 18 років та старших — 93,3 чоловіків також старших 18 років.
Середній дохід на одне домашнє господарство  становив 55 405 доларів США (медіана — 50 208), а середній дохід на одну сім'ю — 57 851 долар (медіана — 50 625). 
Цивільне працевлаштоване населення становило 96 осіб. Основні галузі зайнятості: роздрібна торгівля — 30,2 %, сільське господарство, лісництво, риболовля — 30,2 %, освіта, охорона здоров'я та соціальна допомога — 15,6 %, будівництво — 15,6 %.